# Kanton Lucemburk
Kanton Lucemburk (francouzsky Canton de Luxembourg, německy Kanton Luxemburg, lucembursky Kanton Lëtzebuerg) je kanton v Lucembursku. Správním střediskem kantonu je město Lucemburk.

## Geografie a populace
Rozkládá se na jihu země. Na severu hraničí s kantony Mersch a Grevenmacher, na východě s kantonem Remich, na jihu s kantonem Esch an der Alzette a na západě pak s kantonem Capellen.
Kanton má rozlohu 238,46 km² a žije v něm celkem 177 969 obyvatel (2016). Je složen z 11 obcí:
- Bartringen (7 387)
- Contern (3 511)
- Hesperingen (14 650)
- Lucemburk (115 227)
- Niederanven (5 866)
- Sandweiler (3 450)
- Schüttringen (4 147)
- Steinsel (5 171)
- Strassen (8 497)
- Walferdingen (7 818)
- Weiler zum Turm (2 245)